# Tacitní programování
Tacitní programování je programovací paradigma, založené na principu, že se v definicích funkcí nepoužívají pojmenované parametry a místo toho se funkce definují jako kombinace dalších funkcí, pomocí tzv. kombinátorů (např. skládání funkcí je kombinátorem
). Tacitní programování je předmětem zájmu v teoretické informatice, protože vyjádření funkcí výhradně pomocí kompozice umožňuje uvažovat o programech jako o soustavách rovnic. Tento styl je přirozený v určitých programovacích jazycích, tedy zejména jazyky inspirované APL (např. J, K, Q), a Forthem (Joy, Factor).
Jedním z použití tacitního programování jsou tzv. roury v Unixovém shellu, které umožňují spojovat programy právě tímto stylem.

## Příklady

### Funkcionální programování
Jednoduchý příklad v Haskellu je funkce, která vrátí všechna kladná čísla v seznamu. S vyjádřením argumentů by šlo funkci definovat takto:
```
positiveOnly
 
xs
 
=
 
filter
 
(
>
 
0
)
 
xs

```

Tacitní zápis je stručnější:
```
positiveOnly
 
=
 
filter
 
(
>
 
0
)

```

### Jazyk J
V J se dá tacitně zapsat funkce pro výpočet průměru seznamu čísel:
```
prumer
=:
 
+/
 
%
 
#

```

+/ sečte prvky seznamu, # dává počet prvků a % vydělí první číslo tím druhým.
Eulerův vzorec {\displaystyle e^{ix}=\cos x+i\sin x,} v tacitním zápisu:
```
cos
 
=:
 
2
 
o
.
 
]

sin
 
=:
 
1
 
o
.
 
]

euler
 
=:
 
^@
j
.
 
=
 
cos
 
j
.
 
sin

```

### Zásobníkové jazyky
Tento styl se také používá v zásobníkových (a tzv. "spojovacích", angl. concatenative)
 jazycích. Například algoritmus pro výpočet Fibonacciho posloupnosti lze v PostScriptu zapsat takto:
```
/fib

{

  
dup
 
dup
 
1
 
eq
 
exch
 
0
 
eq
 
or
 
not

  
{

    
dup
 
1
 
sub
 
fib

    
exch
 
2
 
sub
 
fib

    
add

  
}
 
if

}
 
def

```

### Unixové roury
V unixovém shellu se jako funkce dají skládat další počítačové programy, které čtou data ze standardního vstupu a zapisují je na standardní výstup.
```
sort
 
|
 
uniq
 
-c
 
|
 
sort
 
-rn

```

je roura, jejímž výsledkem jsou její argumenty uvedené spolu s jejich četností, seřazené sestupně podle četnosti. Programy 'sort' a 'uniq' hrají roli funkcí, '-c' a '-rn' modifikují chování funkcí, ale argumenty samotné jsou nevyjádřené. Svislá čára '|' je operátor kompozice.
Vzhledem k tomu, že roury používají standardní vstup a výstup, dá se pomocí nich předat pouze jeden argument. Pro více argumentů je potřeba použít pojmenované roury a to už není tacitní.